# Cerro Peró
Cerro Peró (též Cerro Tres Kandú, guaraní Yvyty Perõ, 842 m n. m.) je hora v pohoří Cordillera del Ybytyruzú v Jižní Americe. Leží v jihovýchodní Paraguayi na území departementu Guairá v obci General Eugenio Garay. Jedná se o nejvyšší bod Paraguaye.